# Einrösser

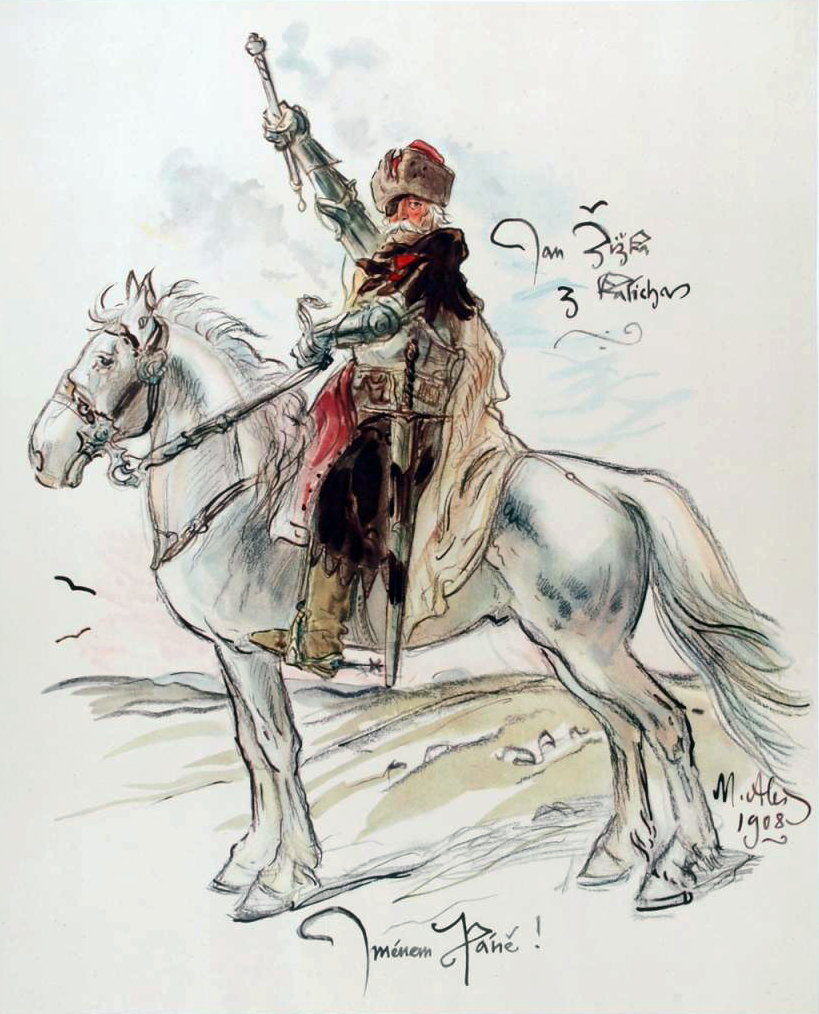
Jan Žižka als Einrösser

Ein Einrösser war ein meist fürstlicher Hofbeamter, der sich um ein Pferd kümmerte.
Darüber hinaus gab es Zweirösser, Dreirösser und Vierrösser, d. h. Hofbeamte, die auch noch weitere Reiter zu stellen hatten. Gelegentlich werden diese Begriffe, bis hin zum Sechsrösser, auch für die fürstlichen und höfischen Staats- und Leibwagen verwendet.